# Ludwig I. (Arnstein)
Ludwig I. von Arnstein (* um 1045; † 1084) war von 1067 bis 1084 Graf im Einrichgau beziehungsweise von Arnstein, sowie bis 1084 Graf im Engersgau. 

## Leben
Als Sohn von Graf Arnold II. erbte Ludwig einen großen Besitz innerhalb des Engersgaues und Einrichgaues. Er kam im Jahr 1067 in sein Amt als Gaugraf und wurde erstmals in einer kaiserlichen Schenkungsurkunde in Aachen über Besitz in Kamp erwähnt. Der Mittelpunkt seiner Grafschaft im Einrichgau lag um den Ort Marienfels, der auch als Grafengericht diente. Als Grafensitz diente allerdings ab 1052 die Burg Arnstein. Ludwig I. ist früh zwischen 1080 und 1090, vermutlich im Jahr 1084 gestorben und hinterließ einen unmündigen Sohn, sowie sieben unverheiratete Töchter. Nachdem sein Sohn Ludwig II. die Herrschaft antrat, verheiratete er zwischen 1090 und 1105 alle seine Schwestern, wodurch unter anderem verwandtschaftliche Beziehungen zu den Häusern Wied, Nassau (Laurenburg), Isenburg und Zutphen entstanden. 
Das Gaugrafenamt im Engersgau trat zwischen 1084 und 1101 Ludwigs Schwiegersohn Metfried (* etwa 1073 † 1145) an, der mit Osterlind verheiratet war. Zwei von Metfrieds insgesamt acht Kindern hießen Arnold von Wied (* um 1098; † 1156), Erzbischof von Köln und Ludwig von Wied, Vogt von Erpel. Auch in den Adelsgeschlechtern Isenburg und Laurenburg verbreiteten sich die Namen Arnold und Ludwig. 

## Familie
Ludwig war mit Jutta (* um 1045; † 1099), Tochter von Rutger II., Graf von Kleve 1051–1075 und Irmentrude von Hammerstein verheiratet:
- Judith (* etwa 1060; † 1118), ⚭ Otto II. (* um 1050; † 1113), 1063–1113 Herr/Graf von Zutphen
- N. (* um 1064), ⚭ Mit ungarischem Adligen
- N. (* um 1068), ⚭ Mit ungarischem Adligen
- (?) Osterlind (* um 1070), ⚭ Metfried (* etwa 1070 † um 1145), 1084–1129 Graf im Engersgau, 1129–1145 Graf von Wied. Nicht als Tochter belegbar
- Ludwig II. (* um 1073; † etwa 1120), 1084–1120 Graf von Arnstein, Graf im Einrichgau, Vater von Klostergründer Ludwig III. von Arnstein, ⚭ Adelheid (Udelhild) (* um 1093; † 1159), Tochter von Arnold von Odenkirchen
- Irmgardis/Demudis (* um 1074), ⚭ Dudo (* um 1060; † vor 1124), 1093–1117 Graf von Laurenburg, Stammvater des Hauses Nassau
- Giselhild (* um 1076), ⚭ Konrad von Lauffen, 1127–1139 Graf im Lobdengau
- Katharina (* um 1079), ⚭ Rembold II. (* um 1070; † nach 1121), 1110–1121 Graf von Isenburg